# Kolonia Fabryczna w Boruszowicach
Kolonia Fabryczna w Boruszowicach – zabytkowe osiedle robotnicze, znajdujące się w miejscowości Boruszowice, w gminie Tworóg, w powiecie tarnogórskim, w województwie śląskim, powstałe w latach 1895–1920, wybudowane dla pracowników pobliskiej fabryki materiałów wybuchowych.

## Położenie
Kolonia Fabryczna obejmuje 35 budynków wolnostojących o charakterze zarówno mieszkalnym, jak i gospodarczym wraz z ich bezpośrednim otoczeniem (w tym budynek dawnej willi dyrektora fabryki – obecnie przedszkole – którego powiązanie przestrzenne z pozostałą częścią osiedla jest kwestią dyskusyjną). Znajdują się one we wschodniej części sołectwa Boruszowice w gminie Tworóg, tuż przy granicy z Tarnowskimi Górami, przy ulicach: Armii Krajowej, Obrońców Pokoju i Składowej oraz Traugutta 1 (willa).

## Historia

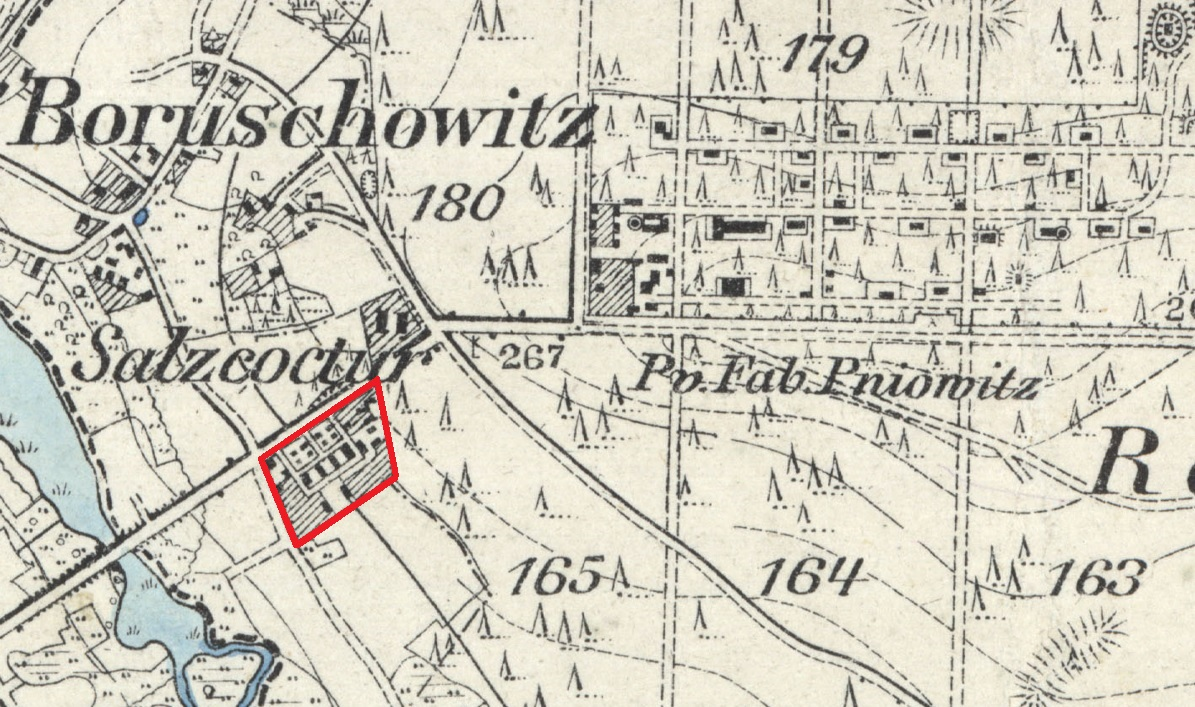
Kolonia Fabryczna (zaznaczona na czerwono) oraz zabudowania Pulverfabrik Pniowitz (po prawej) widoczne na fragmencie niemieckiej mapy z 1902 roku

Początki osiedla sięgają końca XIX wieku, kiedy to konsorcjum złożone z właścicieli górnośląskich kopalń (koncernu Schaffgotscha, Georg von Giesches Erben i innych) postanowiło założyć koło przysiółka Solarnia (niem. Salzcoctur) na terenie kompleksu leśnego położonego na północny zachód od Pniowca (Pniowitz) fabrykę materiałów wybuchowych Pulverfabrik Pniowitz GmbH . Jej budowa rozpoczęła się w 1891, a ukończona została w 1894; w tym samym roku zakład rozpoczął swoją działalność. W 1916 fabryka stała się częścią spółki Lignose AG z siedzibą w Berlinie, w której skład na Górnym Śląsku wchodziły również zakłady w Bieruniu Starym i Krywałdzie. Lignose AG rozbudowała zakład w Boruszowicach, który wyspecjalizował się w produkcji prochu czarnego, saletry amonowej i materiałów wybuchowych amonowo-saletrzanych. W kwietniu 1924 roku zakład stał się częścią polskiej spółki Lignoza SA, a już we wrześniu tego samego roku w ramach restrukturyzacji przedsiębiorstwa fabrykę w Boruszowicach zamknięto. W latach 1929–1993 w miejscu fabryki materiałów wybuchowych działała papiernia .
Jednocześnie wraz z budową fabryki wytyczono w jej pobliżu teren o powierzchni około 5 ha, na którym postanowiono założyć osiedle dla zatrudnionych w niej urzędników i robotników. Pierwszych osiem budynków wzniesionych zostało już w roku 1895, kolejne wybudowano w latach 1897–1899 (przy obecnej ul. Armii Krajowej 7, 9, 11 i ul. Obrońców Pokoju 1), 1904 (przy ul. Armii Krajowej 13), 1907 (przy ul. Składowej 7) oraz 1910–1920 (zasadnicza część zabudowy). Osiedle to dało początek współczesnym Boruszowicom; wcześniej bowiem, w odległości ok. 4 km na wschód od Kolonii Fabrycznej, nad Wodą Graniczną, istniała niewielka osada śródleśna Boruschowietz należąca do Hencklów von Donnersmarck, zlikwidowana i spalona w I połowie XIX wieku, nazywana przez okolicznych mieszkańców „Starym Boruszowcem”.
W centrum nowo powstałego osiedla znajduje się budynek (obecnie ul. Składowa 4), w którym mieściły się sklepy (w tym sklep mięsny z wędzarnią) oraz magiel z suszarnią. W budynku przy ul. Obrońców Pokoju 1 mieściła się fabryczna kantyna, przy ul. Obrońców Pokoju 3 (obecnie bardzo przekształconym i niewpisanym do rejestru zabytków) – kręgielnia, a przy ul. Składowej 6 – kasyno (obecnie filia Gminnej Biblioteki Publicznej w Tworogu). Przy ul. Obrońców Pokoju 12 znajduje się budynek dawnej kaplicy Matki Boskiej Bolesnej, wybudowany w 1899 jako sala taneczna, zaadaptowany do funkcji sakralnej w 1918 lub 1919 roku.
Od lat 60. XX wieku część budynków podlegała przeróbkom zniekształcającym pierwotny wygląd osiedla. Często dobudowywane były również obiekty towarzyszące – blaszane, drewniane czy murowane (głównie budynki gospodarcze oraz garaże). Mimo to większość Kolonii Fabrycznej zachowała pierwotny charakter i dawne walory – oryginalnie ukształtowane bryły budynków, charakterystyczne dachy oraz kompozycje elewacji.

## Charakterystyka

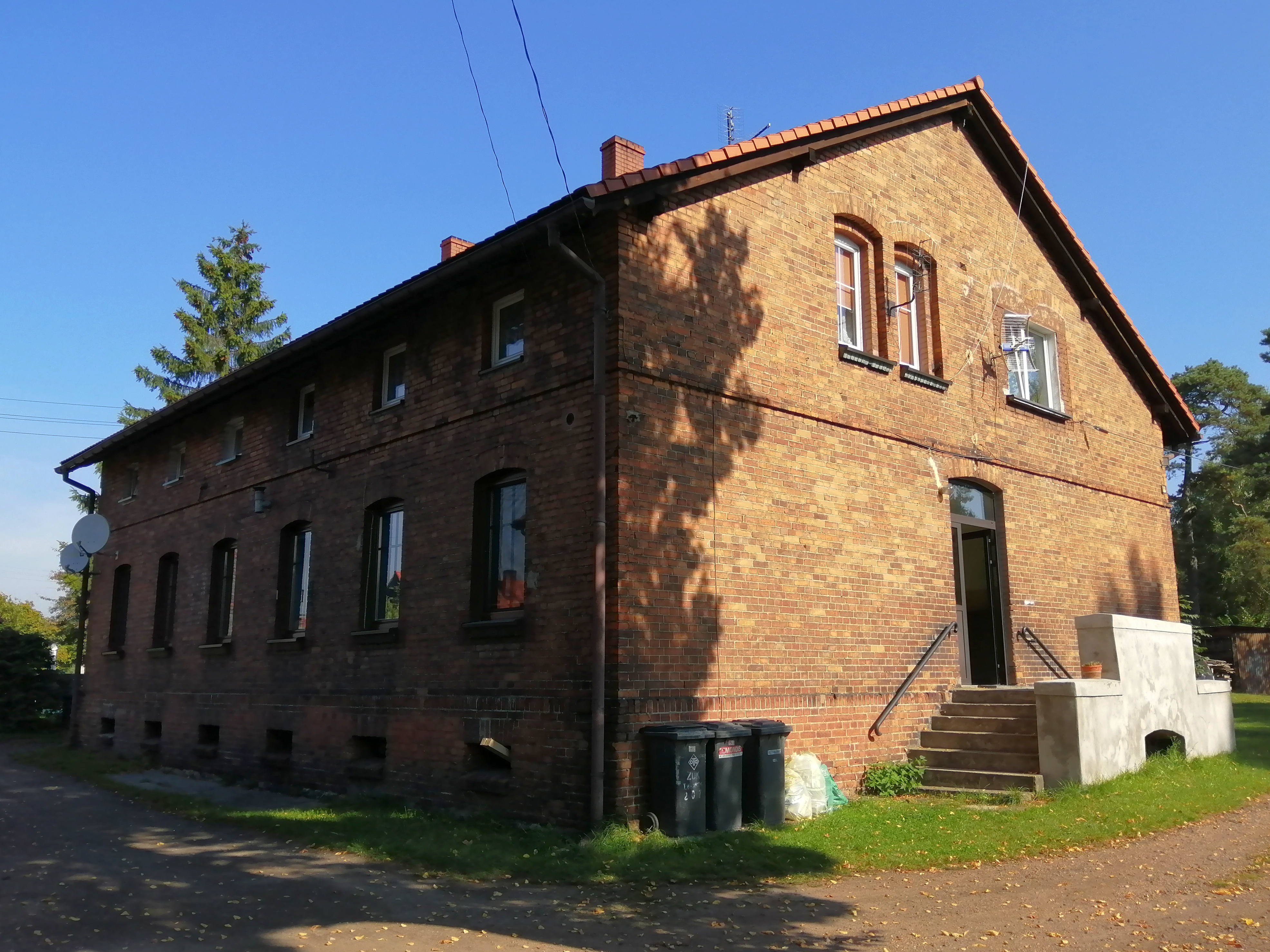
Familok przy ul. Składowej 3

Układ przestrzenny Kolonii Fabrycznej jest zwarty i uporządkowany, a jego granice stanowią dawne drogi prowadzące do fabryki (obecne ulice: Armii Krajowej i Obrońców Pokoju). Wewnętrzną kompozycję osiedla wyznacza geometryczna siatka dróg dojazdowych i ścieżek (współczesna ul. Składowa) z zabudową o zróżnicowanym przeznaczeniu oraz terenami otwartymi przeznaczonymi do wspólnego użytkowania przez mieszkańców, z zielenią niską i wysoką oraz elementami małej architektury. Jednym z takich terenów jest prostokątny plac powstały w celach rekreacyjnych w południowo-wschodniej części założenia, na którym niegdyś znajdowała się fontanna, do innych należą tereny przy obiektach niemieszkalnych jak np. skwer przy dawnej kaplicy.
Ze względu na to, że kolonia powstawała stopniowo, jej zabudowę cechuje duże zróżnicowanie zastosowanych rozwiązań architektonicznych. Część budynków to proste budynki jednorodzinne – typowe dla śląskich osiedli robotniczych z przełomu XIX i XX wieku familoki – do których należą rozmieszczone w równych odstępach od siebie budynki przy ul. Składowej 1, 2 i 3, wzniesione na rzucie prostokąta, ze skromnymi ceglanymi elewacjami bez dekoracji, zwieńczone dwuspadowymi dachami krytymi dachówką. Podobne, choć z nieco bogatszymi elewacjami, są budynki przy ul. Składowej 5, ul. Obrońców Pokoju 1 oraz ul. Armii Krajowej 3. W bezpośrednim sąsiedztwie tego typu domów znajdują się przyporządkowane im zabudowania gospodarcze z komórkami lokatorskimi (chlywiki), które przynależały do każdej z robotniczych rodzin.

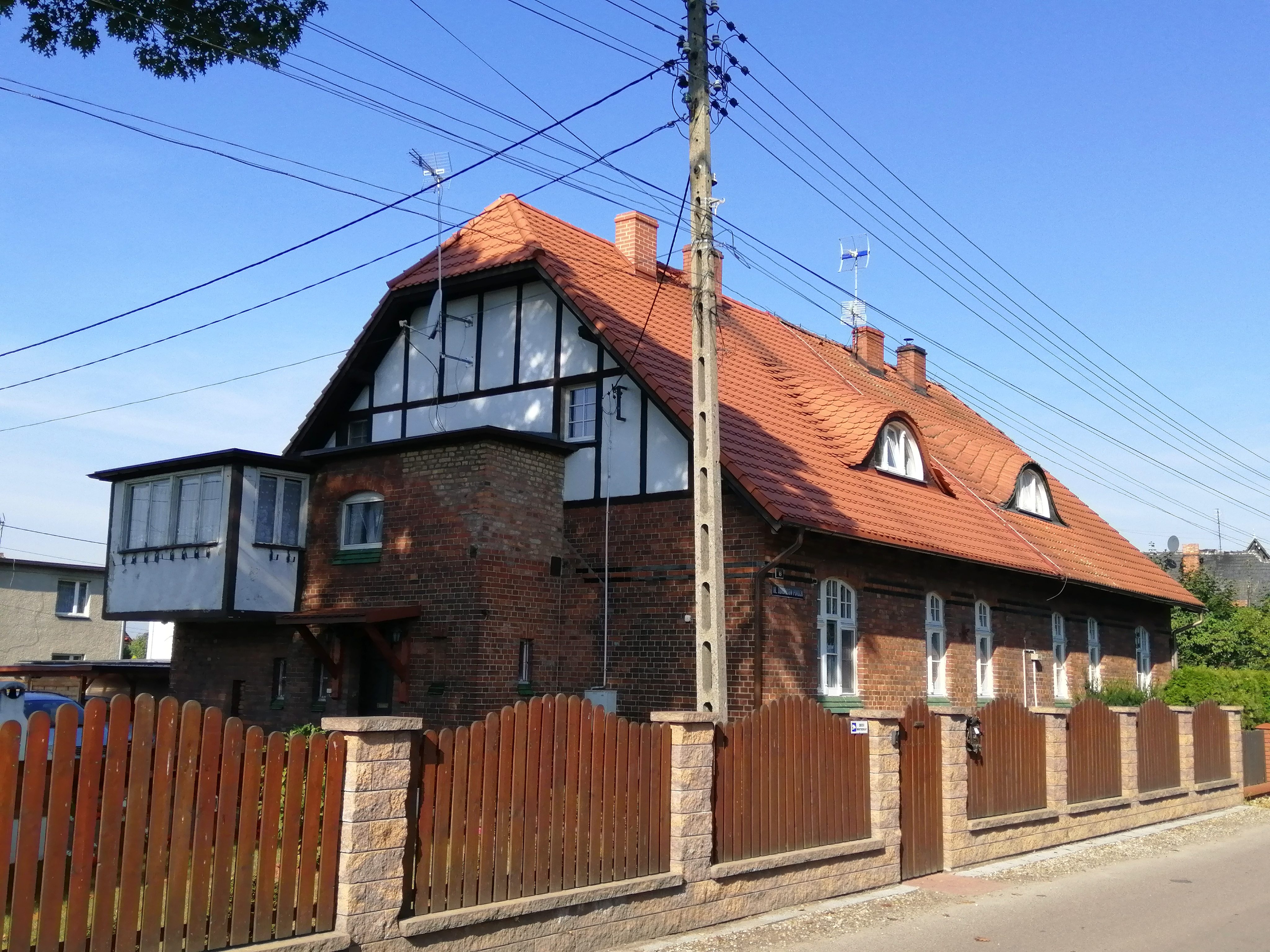
Dom bliźniaczy przy ul. Obrońców Pokoju 4-6

Na osiedlu wybudowano również domy bliźniacze (ul. Armii Krajowej 5, 7, 9, i 11 oraz ul. Obrońców Pokoju 4, 6 i 9) z regularnymi, symetrycznymi bryłami i prosto skomponowanymi elewacjami oraz budynki mieszkalne czterorodzinne („czworacze”; ul. Składowa 13 a-b-c-d, 14 a-b-c-d, 15 i 16) – bardzo zróżnicowane, z drewnianymi gankami i znacznie rozczłonkowanymi, ostrospadowymi dachami. Budynki te są częściowo podpiwniczone, ich partery wykonane są z cegły, natomiast drugie kondygnacje mają konstrukcję muru pruskiego. Znajdujące się w nich lokale mieszkalne, których powierzchnia użytkowa wynosiła od 40 do 60 m², pierwotnie złożone były z trzech izb, w tym dużej kuchni, oraz różnej liczby niewielkich pomieszczeń przeznaczonych na spiżarnie. Do każdego budynku przylegają ogródki o powierzchni 2–4 arów.
W stylistyce zabudowy willowej utrzymane są wzniesione w 1917 roku dawne domy urzędników przy ul. Obrońców Pokoju 5 i 7. Mają one zwiększone gabaryty w porównaniu z innymi budynkami osiedla, jak również bardzo urozmaicone formy dachów i ścian zewnętrznych. Szczególnie bogaty w swej formie jest budynek przy ul. Armii Krajowej 13 – wzniesiony na nieregularnym rzucie, z rozczłonkowaną bryłą nakrytą łamanym dachem zwieńczonym wieżyczką. Budynki przy ul. Składowej 9, 10, 12 i 15 reprezentują z kolei angielski styl cottage. Są to obiekty dwukondygnacyjne, z wysokimi dachami, zbudowane z cegły z wykorzystaniem techniki muru pruskiego w poziomie poddaszy.

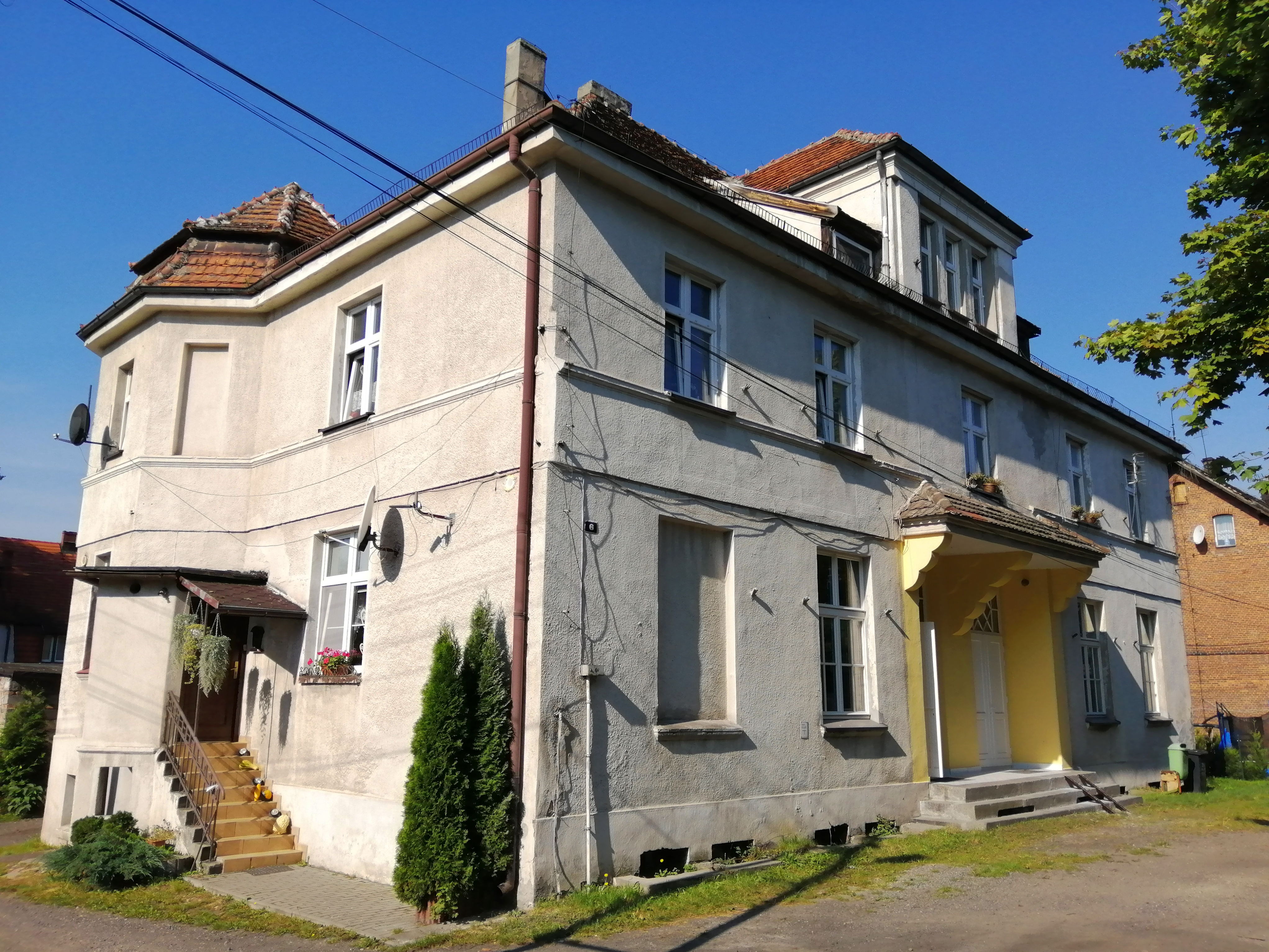
Budynek dawnego kasyna przy ul. Składowej 6

Większa w stosunku do pozostałej zabudowy skala oraz reprezentacyjny charakter wyróżnia budynek dawnego kasyna przy ul. Składowej 6. Jest to obiekt o urozmaiconej bryle, zwieńczony dachem z licznymi lukarnami, facjatami oraz narożną wieżyczką, z elewacją otynkowaną, ozdobioną profilowanymi gzymsami. Jego fasada jest symetryczna, z dekoracyjnie zwieńczonym wejściem w części centralnej.
Budynek dawnej kaplicy przy ul. Obrońców Pokoju 12 ma z kolei zwartą bryłę nakrytą wysokim dwuspadowym dachem oraz elewację wpisującą się w konwencję różnicowania zastosowanych materiałów (cegły, drewna i tynku) zastosowaną w Kolonii Fabrycznej.
11 października 2017 roku Zespół osiedla robotniczego „Kolonia Fabryczna” wpisany został do rejestru zabytków województwa śląskiego (nr rej. A/493/2017) . Wpis objął następujące budynki :
- przy ul. Armii Krajowej:
  - 3 (budynek mieszkalny i budynek gospodarczy), 5 (budynek mieszkalny), 7 (budynek mieszkalny), 9 (budynek mieszkalny), 11 (budynek mieszkalny), 13 (budynek mieszkalno-usługowy),
- przy ul. Obrońców Pokoju:
  - 1 (budynek mieszkalny i budynek gospodarczy), 4 (budynek mieszkalny), 5 (budynek mieszkalny), 6 (budynek mieszkalny), 7 (budynek mieszkalny), 9 (budynek mieszkalny), 11 (budynek mieszkalny), 12 (dawna kaplica),
- przy ul. Składowej:
  - 1 (budynek mieszkalny), 2 (budynek mieszkalny), 3 (budynek mieszkalny i budynek gospodarczy), 4 (budynek gospodarczy – dawny magiel i suszarnia), 5 (budynek mieszkalny i budynek gospodarczy), 6 (budynek mieszkalny), 7 (budynek mieszkalny), 8 (budynek mieszkalny i budynek gospodarczy), 9 (budynek mieszkalny), 10 (budynek mieszkalny), 12 (budynek mieszkalny), 13 a-b-c-d (budynek mieszkalny), 14 a-b-c-d (budynek mieszkalny), 15 (budynek mieszkalny), 16 (budynek mieszkalny).

Wpisem nie objęto budynku dawnej willi przy ul. Traugutta 1, jednak zasugerowano jego odrębne i indywidualne wpisanie do rejestru.

## Galeria

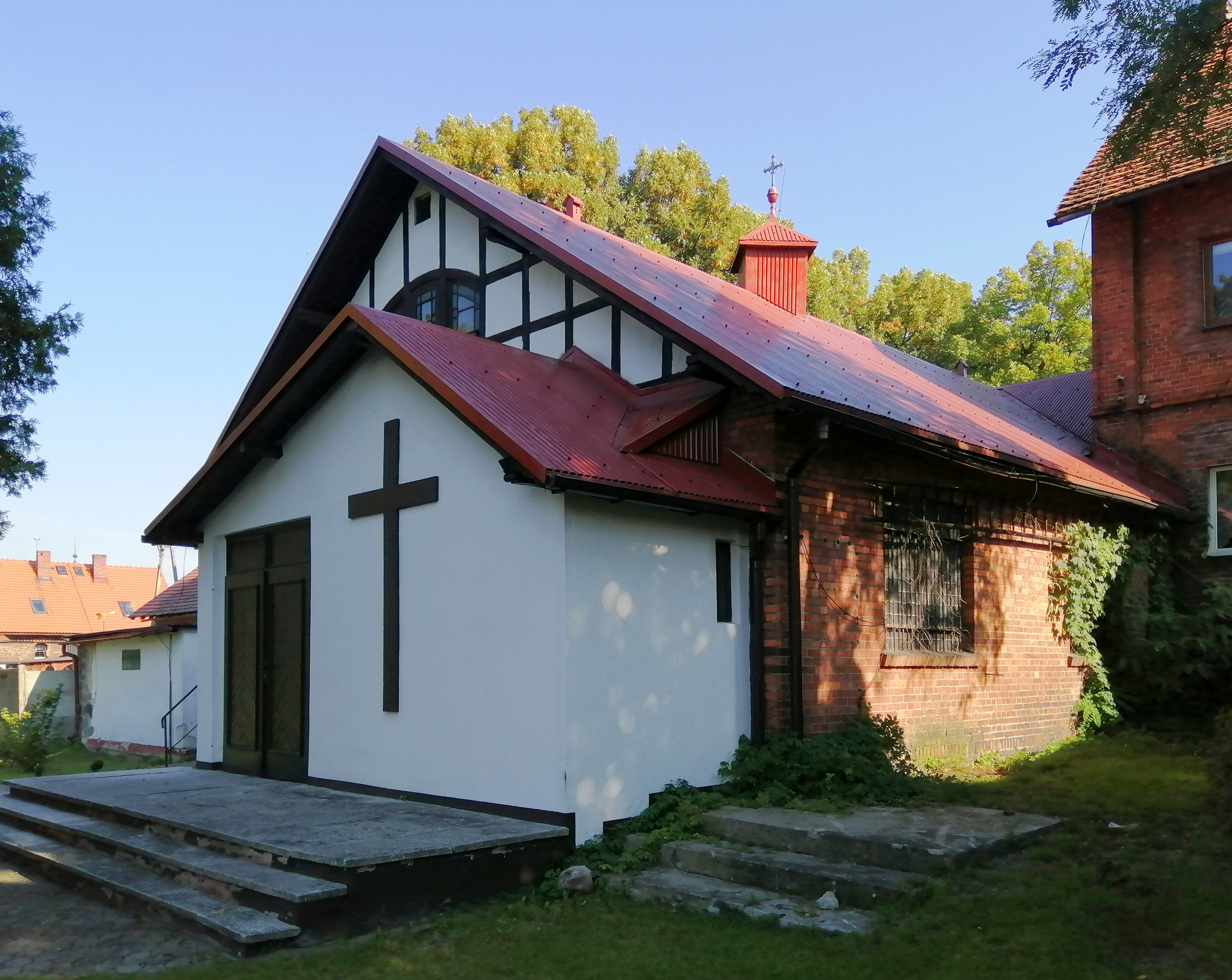
Dawna kaplica przy ul. Obrońców Pokoju 12
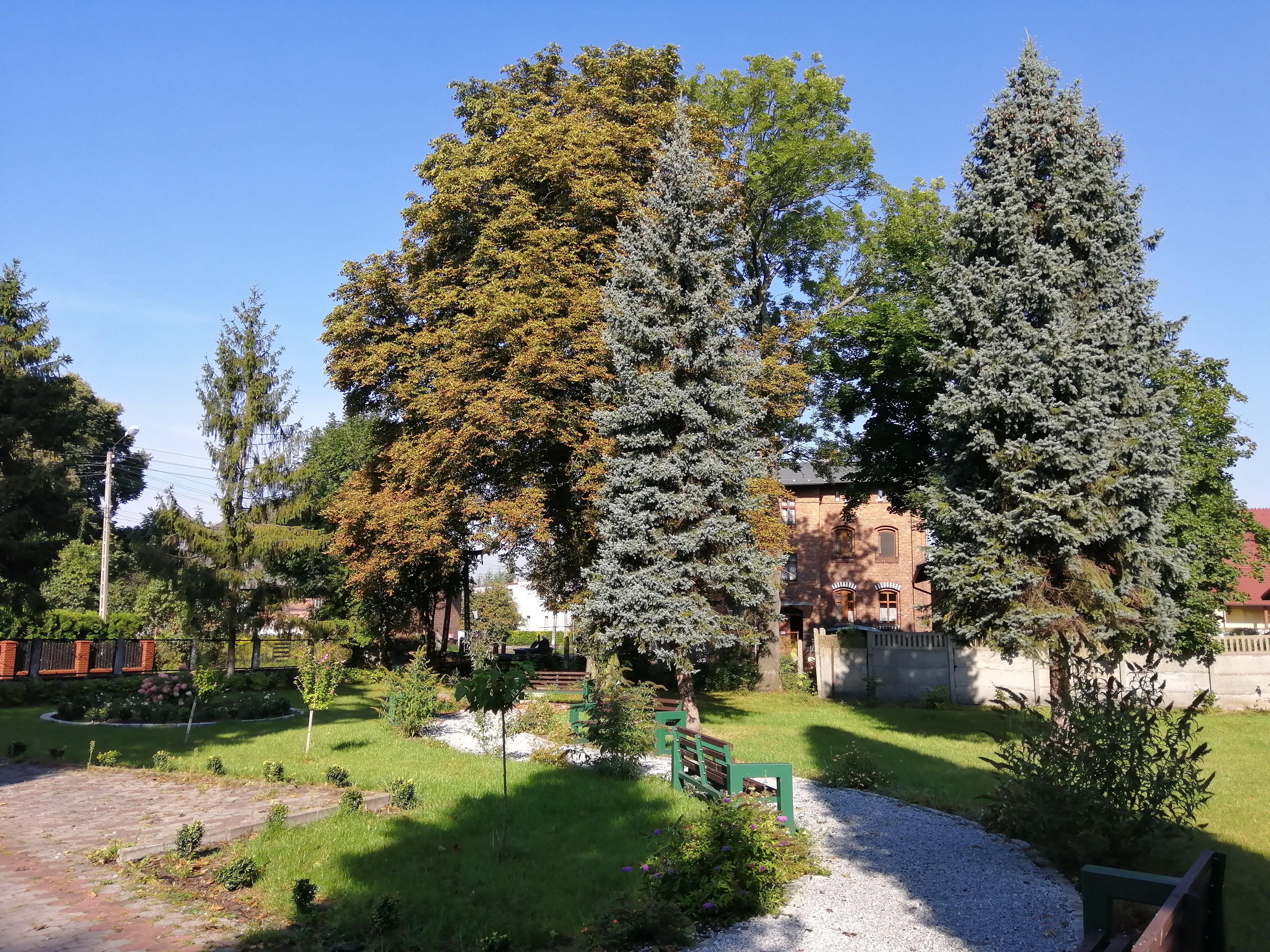
Skwer przy dawnej kaplicy (zrewitalizowany w 2020[21] )
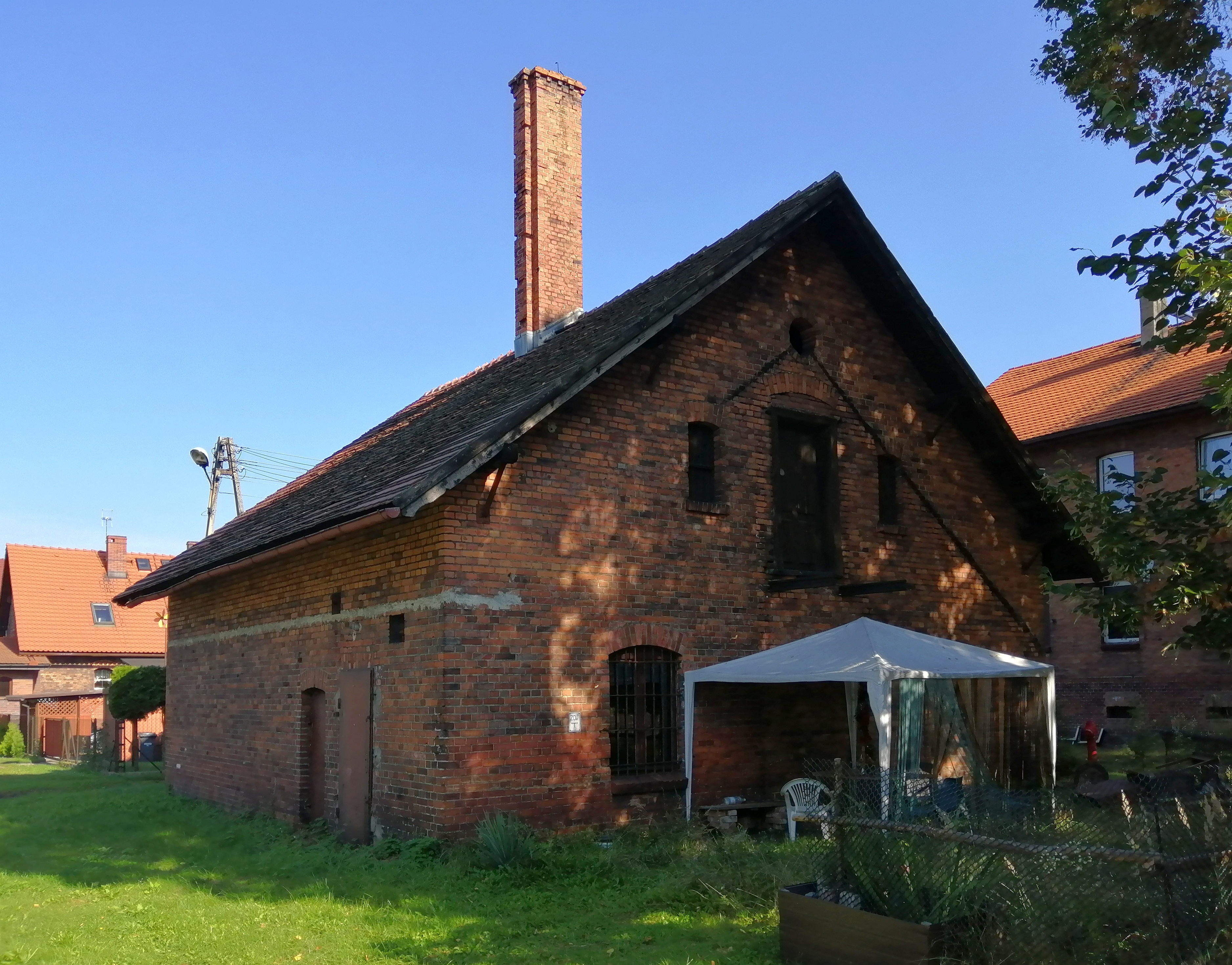
Budynek magla przy ul. Składowej 4
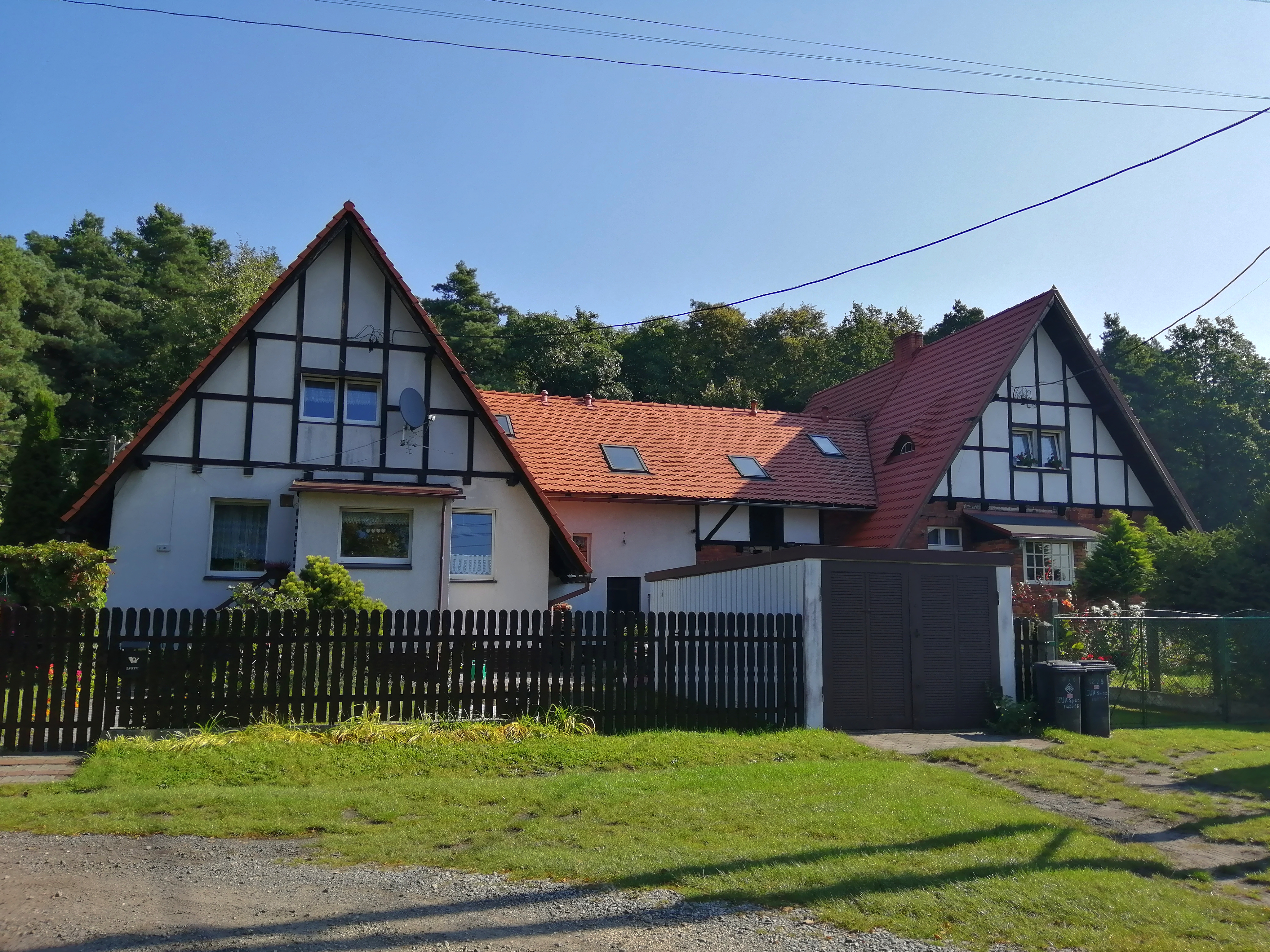
Jeden z tzw. domów „czworaczych” (ul. Składowa 14 a-b-c-d)
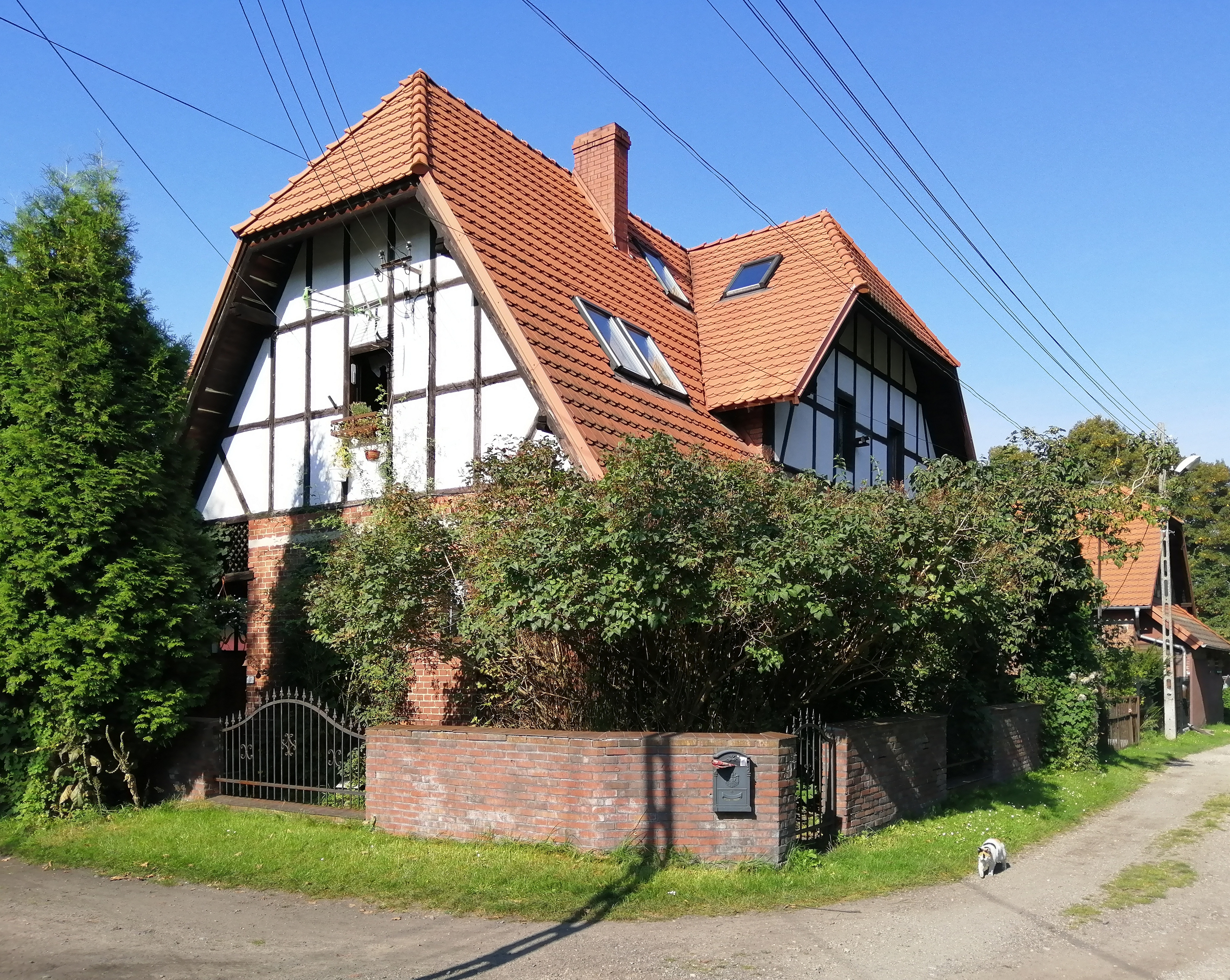
Dom w stylu cottage przy ul. Składowej 10
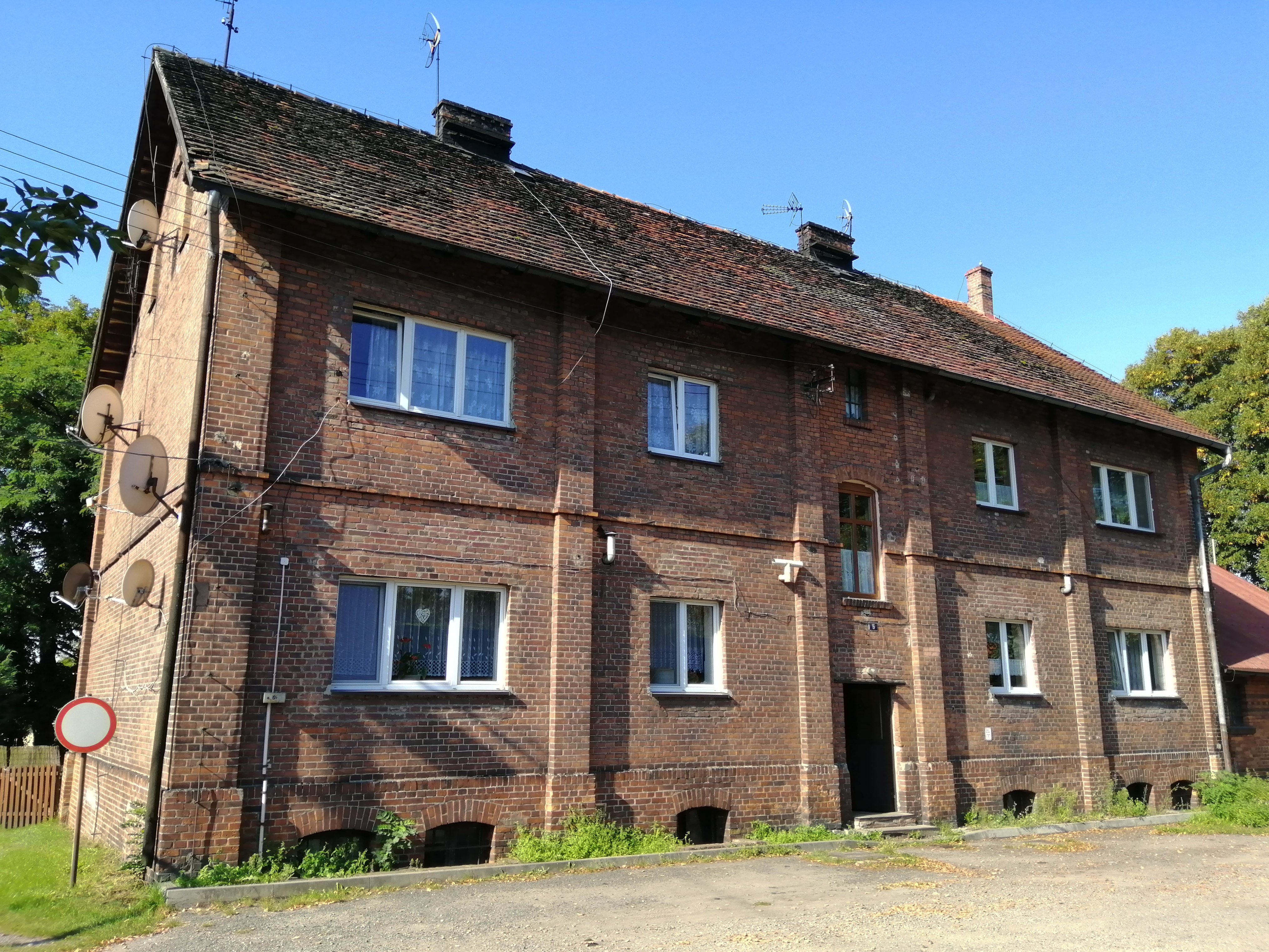
Familok o bogatszej elewacji przy ul. Składowej 5